# Корягина, Нина Дмитриевна
Нина Дмитриевна Корягина (род. 10.10.1938, Орловская область) — стерженщица, бригадир литейного цеха серого чугуна производственного объединения «Московский автозавод имени И. А. Лихачёва», полный кавалер ордена Трудовой Славы.

## Биография
Родилась 10 октября 1938 года в Орловской области. Русская. Окончила техникум пищевой промышленности. До 1965 года работала мастером-технологом на овощеконсервном комбинате в Орловской области.
В 1965—1993 годах работала стерженщицей литейного цеха серого чугуна на Московском автомобильном заводе имени И. А. Лихачёва.
Указом Президиума Верховного Совета СССР от 22 апреля 1975 года «за систематическое перевыполнение заданий» Корягина Нина Дмитриевна награждена орденом Трудовой Славы 3-й степени.
В 1970-е года, когда велась техническая модернизация ЗИЛа, в том числе и литейного производства, Н. Д. Корягина быстро освоила новое оборудование и начала обучать других. Без отрыва от производства окончила школу мастеров имени И. А. Лихачёва.
Указом Президиума Верховного Совета СССР от 16 января 1981 года «за успешное освоение новых технологий» Корягина Нина Дмитриевна награждена орденом Трудовой Славы 2-й степени.
Указом Президиума Верховного Совета СССР от 10 июня 1986 года «за многолетнюю успешную работу на одном предприятии, обучение молодых профессии литейщика и нравственное воспитание молодёжи» Корягина Нина Дмитриевна награждена орденом Трудовой Славы 1-й степени.
Живёт в Москве. Ведёт активную общественную работу, курирует работу организации «Трудовая доблесть России» в Южном административном округе Москвы.
Заслуженный машиностроитель. Награждена орденами Трудовой Славы 1-й, 2-й и 3-й степеней.